# Supertaça de Portugal de Basquetebol
La Supercoppa del Portogallo (pt. Supertaça de Portugal de Basquetebol) di pallacanestro è un trofeo nazionale portoghese organizzato annualmente dal 1984 tra il vincitore del campionato e il vincitore della Coppa del Portogallo.

## Albo d'oro
- 1984  Queluz
- 1985  Benfica
- 1986  Porto
- 1987 non disputato
- 1988  Ovarense
- 1989  Benfica
- 1990  Ovarense
- 1991  Benfica
- 1992  Illiabum
- 1993  Ovarense
- 1994  Benfica
- 1995  Benfica
- 1996  Benfica
- 1997  Porto
- 1998  Benfica
- 1999  Porto
- 2000  Ovarense
- 2001  Ovarense
- 2002  Portugal Telecom
- 2003  Oliveirense
- 2004  Porto

- 2005  Queluz
- 2006  Ovarense
- 2007  Ovarense
- 2008  Ovarense
- 2009  Benfica
- 2010  Benfica
- 2011  Porto
- 2012  Benfica
- 2013  Benfica
- 2014  Benfica
- 2015  Benfica
- 2016  Porto
- 2017  Benfica
- 2018  Oliveirense
- 2019  Porto
- 2020 non disputata[1]
- 2021  Sporting CP
- 2022  Sporting CP
- 2023  Benfica
- 2024  Porto

## Vittorie per club
| Squadra          | Vittorie | Anni                                                                                     |
| ---------------- | -------- | ---------------------------------------------------------------------------------------- |
| Benfica          | 15       | 1985, 1989, 1991, 1994, 1995, 1996, 1998, 2009, 2010, 2012, 2013, 2014, 2015, 2017, 2023 |
| Ovarense         | 8        | 1988, 1990, 1993, 2000, 2001, 2006, 2007, 2008                                           |
| Porto            | 8        | 1986, 1997, 1999, 2004, 2011, 2016, 2019, 2024                                           |
| Oliveirense      | 2        | 2003, 2018                                                                               |
| Queluz           | 2        | 1984, 2005                                                                               |
| Sporting CP      | 2        | 2021, 2022                                                                               |
| Portugal Telecom | 1        | 2002                                                                                     |
| Illiabum         | 1        | 1992                                                                                     |